# Lepeophtheirus parviventris
Lepeophtheirus parviventris är en kräftdjursart som beskrevs av C. B. Wilson 1905. Lepeophtheirus parviventris ingår i släktet Lepeophtheirus och familjen Caligidae. Inga underarter finns listade i Catalogue of Life.